# Vahageni
Vahageni (armeni: Վահագն; llatí: Vahagenius), de malnom Vixapakagh (en armeni: Վիշապաքաղ; en grec: Δρακοντοπνικτος, 'segador de dracs'), és un déu guerrer de la mitologia armènia. Els estudiosos el consideren el déu del tro o del sol i del foc del panteó armeni precristià, i també el déu de la guerra i la victòria. Forma una tríade amb Aramazd i Anahit. El seu nom està unit a Varragne (*Varhraγn), el nom part del déu iranià Verethragna, tot i amb diferències importants entre les dues deïtats.
Vahageni era adorat en un conjunt templer tripartit juntament amb la seua parella Astlic i la dea Anahita en el districte de Taron, als contraforts d'una muntanya anomenada Carc, a prop de l'assentament d'Astisata. Després que Armènia romangués sota influència hel·lenística en l'Antiguitat, Vahageni es va identificar amb Hèracles, però també rarament amb Apol·lo.

## Nom
Vahagn és cognat de Veretragna, el déu iranià de la victòria esmentat en l'Avesta, així com del vèdic Vertraa (Vŗtrahan), l'epítet usual del déu del tro Indra. Passà a l'armeni procedent del part Varragn (*Varhraγn) i es desenvolupa a partir de la forma anterior Varagn (*Varhagn). Les formes Vera (Վռամ Vṙām) i Vara (Վահրամ, Vahram) foren noms propis comuns entre els armenis, probablement per influència de les formes perses mitjanes pahlavis Varara (𐭥𐭫𐭧𐭫𐭠𐭭, Waraḥrān) i Vara (𐭥𐭫𐭧𐭫𐭠𐭭, Waḥrām) utilitzades en l'Imperi sassànida.
Va sorgir en armeni l'adjectiu vṙamakan, 'de Vahagn', que s'aplicava al foc sagrat zoroastrista, i Herat (Hrat), 'ardent', un epítet del foc sagrat. En el transcurs d'aquesta distinció preservada després de la introducció de les variants perses mitjanes, les aplicacions conegudes de l'adjectiu vṙamakan es refereixen al foc sagrat fundat pels sassànides i els seus confederats armenis d'Armènia, i no pas al déu del panteó autòcton. En l'antic calendari armeni, el vint-i-seté dia del mes era Vaagne (Vahagn). A més, el planeta Mart s'anomenava Atraer ('cabell de foc') pels antics armenis en referència a Vahageni.

## Mite
L'historiador Moisés de Khorén es refereix a Vahageni com un dels fills del mític Tigranes i germà de Babe i Tiranes. S'al·lega que la seua descendència s'anomenava Vahevuní i el seu fill més jove, Orontes (Arravã), fou el progenitor dels aravenians. De Orontes, van seguir: Narses, fill d'Orontes; Zariadris (Zaré), fill de Narses i progenitor dels zarehavanians; Artoantes, fill de Zariadris; Bagã, fill d'Artoantes; Vaanes, fill de Bagã; i Vaé, fill de Vaanes, que es rebel·là contra Alexandre el Gran i el van matar.
Moisés de Khorén també documenta aquesta cançó sobre ell:
Armeni clàssic original
Երկնէր երկին, երկնէր երկիր, (Erknēr erkin, erknēr erkir,) // El cel estava en treball de part, la terra estava en treball de part,
երկնէր եւ ծովն ծիրանի. (erknēr ew covn cirani.) // el mar roig també estava en treball de part;
երկն ի ծովուն ունէր եւ (erkn i covun unēr ew) // en els dolors del part el mar també s'agafava
զկարմրիկն եղեգնիկ. (zkarmrikn ełegnik.) // al petit jonc vermell.
ընդ եղեգան փող ծուխ ելանէր, (ənd ełegan p῾oł cux elanēr,) // Al llarg de la canya del jonc el fum va ascendir,
ընդ եղեգան փող բոց ելանէր. (ənd ełegan p῾oł boc῾ elanēr.) // Al llarg de la canya del jonc la flama va ascendir.
եւ ի բոցոյն վազէր (ew i boc῾oyn vazēr) // I de la flama
խարտեաշ պատանեկիկ. (xarteaš patanekik.) // un jove ros va saltar.
նա հուր հեր ունէր, (en la hur her unēr,) // Tenia foc (celestial) als cabells,
… բոց ունէր մօրուս, (… boc῾ unēr môrus,) // i flama com a barba,
եւ աչկունքն էին արեգակունք: (ew ač῾kunk῾n ēin aregakunk῾:) // i els seus ulls eren sols.
Moisés no dona la resta de la cançó, però afirma que s'hi relata com Vahageni va lluitar i va conquerir vixapes, que són els dracs/serps de la mitologia armènia. Aquest atribut de Vahageni és la raó del seu títol Vixapacal, que significa "destructor de vixapes" o "de dracs". Així, Vahageni (anomenat Hèracles per Moisés) hauria anat al Regne d'Ibèria, on el deïfiquen i rep una estàtua que serà venerada amb sacrificis. L'autor armeni del segle vii Ananies de Xirak relata un mite en què Vahageni furta una mica de palla de Barxa (o siga, Barxamim) i la deixa caure en el seu camí de tornada, i crea així la Via Làctia. Aquest és suposadament l'origen d'un dels noms de la Via Làctia en armeni, Hardagoli Chanapar (Hardagołi Chanaparh), literalment 'el camí del lladre de palla'.

## Història

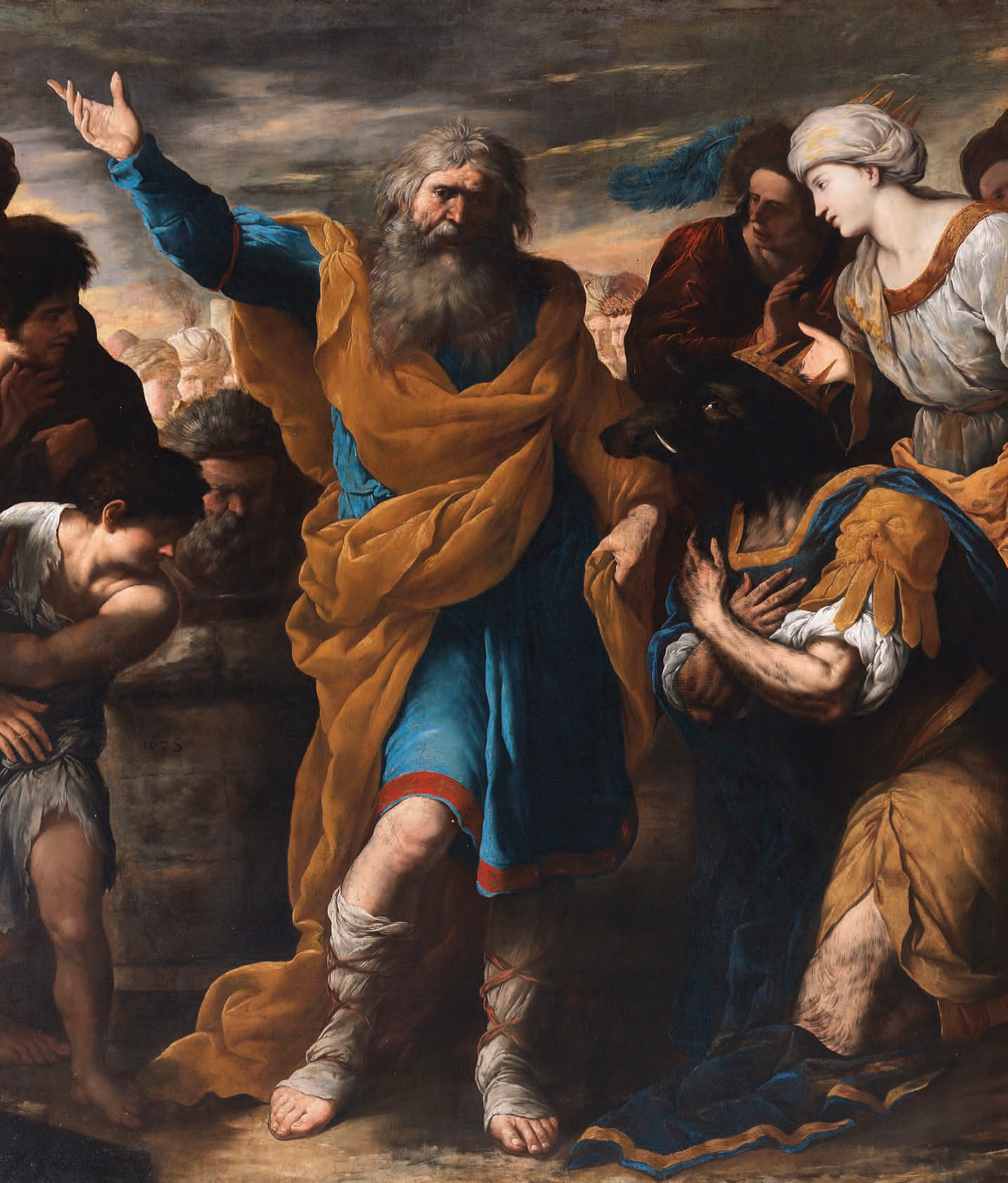
Tiridates demana a sant Gregori que li retorni la seua aparença humana (detall) per Francesco Francazano, 1635

Aramazd, Mir, Anahita, Vahageni i Tir eren les divinitats dominants del panteó armeni. Més tard, s'intentà reformar el panteó, tot reduint-lo per a comprendre tres deïtats principals: Aramazd, Anahita i Vahageni. Com explicita el seu nom, Vahageni està relacionat amb al iazata avèstic Veretragna, el déu de la victòria, bravura i guerra. El seu aspecte com un déu de la victòria és exaltat en les fonts armènies, en què se l'esmenta com el valent (k'aǰēn) que concedeix la bravura (k'aǰut'iwn). Tanmateix, n'hi ha elements importants que els distingeixen. En els mites armenis, era tingut per la parella d'Astlic i sembla que va incorporar elements del déu dels trons hurro-urartià Tessub, adorat a l'altiplà Armeni i Síria. Així, doncs, va adquirir aspectes solars, com Tir, i ocupà una posició equivalent la de Mitra en el panteó iranià.
Al Monte Nemrut, el rei oròntida Antíoc I (r. 70-31 ae) va erigir estàtues monumentals dels déus adorats al Regne de Commagena, entre elles d'Hèracles-Artagnes, la forma hel·lenitzada del nom Veretragna/Vahageni. Petrossian argumenta que, una vegada que la grafia d'inspiració parta va prevaler com el nom pel qual el déu és conegut en les fonts armènies tardanes, és possible que el panteó armeni haja estat organitzat en els segles II-I ae, pels artàxides, amb base en el culte part de l'època. En el Període Arxakuní (12-428), Vahageni es representava en els segells reials. En la història atribuïda a Agatàngelos, el rei Tiridates III  (r. 298-330) evoca la tríada d'Aramazd, Anahita i Vahageni en una salutació al seu poble: "Que la salut i la prosperitat vinguen a vosaltres amb l'ajut dels déus, la rica plenitud del viril Aramazd, la providència d'Anahita, la Senyora, i la bravura vinga a vosaltres del brau Vahageni." Un dels principals tòtems del déu era el porc senglar (varaz), que és esmentat en el relat d'Agatàngelos, quan Tiridates és transformat en un senglar després de martiritzar les santes Ripsima i Gaiana. Aquesta al·legoria jocosa, i altres mencions menyspreadores en la mateixa obra, volia matisar, en el context de la conversió d'Armènia al cristianisme, la impotència del déu davant el déu cristià.

### Temples

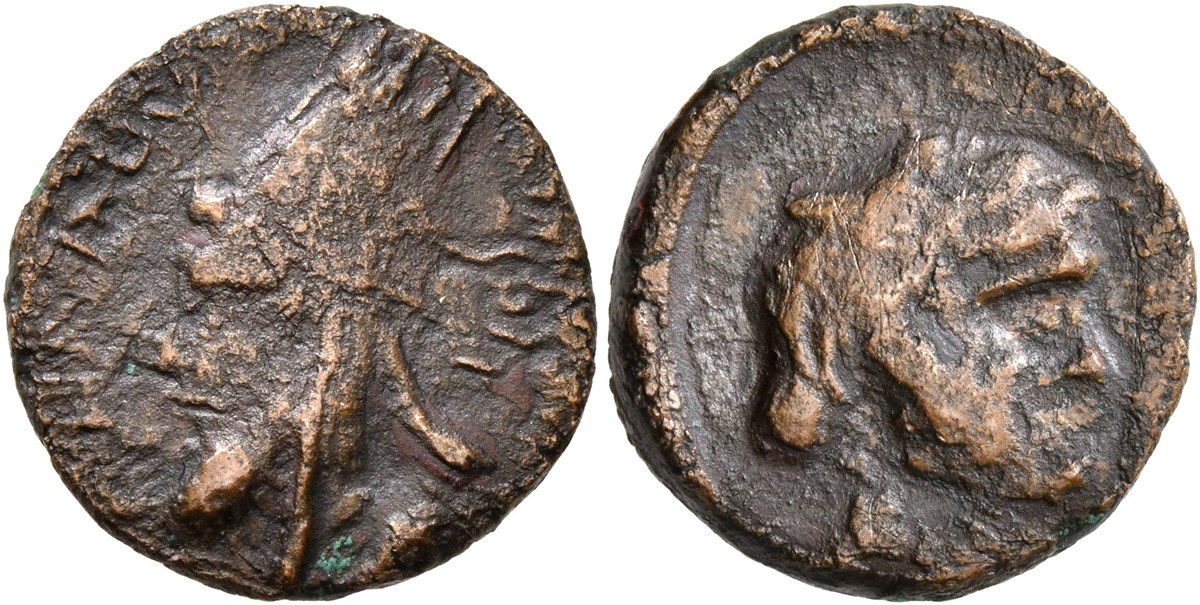
Tetradracma d'Àrsaces I

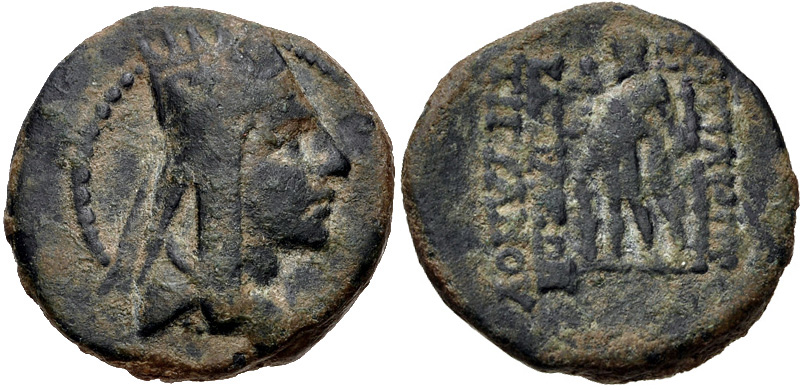
Calc de Tigranes II amb Hèracles (possiblement Vahageni) al revers

Tomas Arçrouni va al·legar que Àrsaces I (r. 189 ae - 160 ae) va construir un temple dedicat a Hèracles (Vahageni) i Dionís (Mir) a Albace Menor, un dels districtes de Vaspurakan. James R. Russell va assumir que un dels possibles centre de culte a Vahageni era al Sabalan, hui situat a l'Azerbaidjan iranià, en el qual, segons fonts medievals islàmiques i no islàmiques, hi havia un temple dedicat a Esfandiyar (Isfandiar/Espandiar), un heroi dels mites iranians. En una de les entrades dels seus Annals, Tàcit comenta que el rei dels reis arsàcida Gotarces II (r. 40 - 51) va anar a la muntanya Sambal per a oferir sacrificis als déus adorats allí, entre ells Hèrcules (Hèracles), que alertava els sacerdots en somnis per a preparar-li cavalls per a la caça i deixar-los llestos a l'entrada del temple. És possible que Sambal siga la forma clàssica de Sabalan i que aquesta menció indique la presència d'un temple en el qual Vahageni  (Varetragna) era adorat en una àrea relativament propera a Armènia. Així, doncs, l'esment de la caça pot al·ludir a la caça reial, en què preferiblement se cercaven senglars (símbol d'aquest déu) i hemions.
El principal centre de culte de Vahageni era en una muntanya anomenada Carc, a prop de l'assentament d'Astisata, a Taron, en un temple tripartit i hi adoraven Vahageni, Astlic i Anahita. El temple, descrit per Agatàngelos com ple d'or i argent, l'anomenaven sovint Vaevanean (Vahevanean o Vahevahean), perquè els sacerdots eren nobles (nakharar) dels Vanunis, que al·legaven ser descendents de Vahageni. Els Vanunis, per posseir forts llaços amb el temple oròntida del Sol i de la Lluna d'Armavir, i pel seu origen comú amb els Aravenian i Zarehavanian, han de ser reconeguts com una branca de la dinastia oròntida que va governar a Armènia. Segons Moisés de Khorén, Tigranes II (r. 95 ae - 55 ae) hauria ordenat erigir les estàtues d'Afrodita (Astlic) i Hèracles (Vahageni) allí i va confiscar a la corona el centre d'Astisata dels Vanunis, cosa que pot indicar que el rei va intentar prendre per a si aquest sacerdoci o que fos deïficat com a Vahageni.

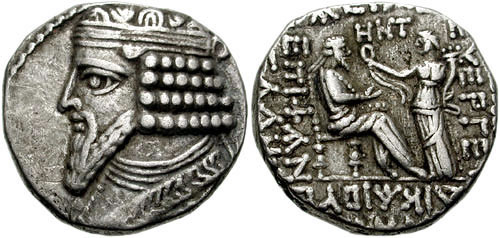
Tetradracma de Gotarces II

Moisés de Khorén va atribuir l'establiment dels Vanunis a Astisata al mític Valarsaces I (segle III ae), suposat fundador de la branca arxakuní al regne, que els ordenà summes  sacerdots. Aquesta informació, sumada a l'evidència subsegüent, apunta a la rellevància del culte la Vahageni per als arsàcides. D'acord amb Agatàngelos, després de la conversió de Tiridates III al cristianisme a la primeria del segle IV, el primer cap de l'Església Armènia, Gregori l'Il·luminador, se n'anà a Astisata i va destruir el temple de Vahageni. Es va construir una església en aquest indret, que es va convertir en la primera Seu de l'Església Armènia.

## Interpretacions i mitologia comparada

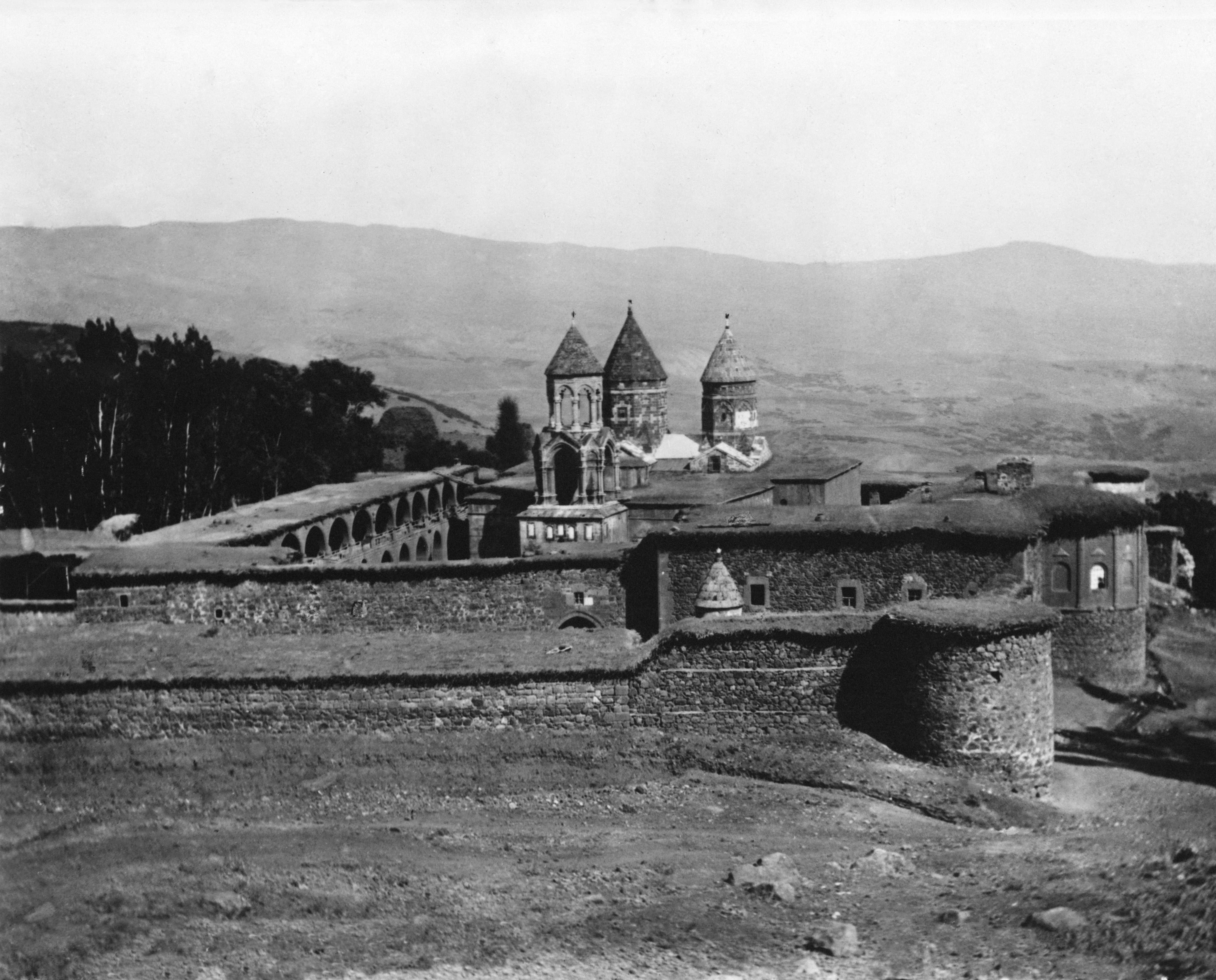
Monestir de Sant Precursor, fundat en honor de Joan Baptista a Taron, lloc del Temple de Vahageni, abans de la seua destrucció el 1915

A Zode, al Principat de Soducena, a Artsakh, les mines d'or del qual són explotades des del segle XV ae, es va descobrir un relleu de tuf en què apareix una figura masculina agafant una serp grossa, que es barreja amb els plecs de la roba d'una dona. Aquesta figura femenina s'assembla a un baix relleu d'Afrodita present en un fragment de terracota d'Artaixat, i això permet la possible identificació de la figura en Soducena amb Astghik/Afrodita. Suposant que hi fos l'explicació més probable, John R. Russell proposa que l'associació de Vahageni amb un matador de dracs/serps deriva d'antics mites de les poblacions que habitaven l'altiplà d'Armènia del II mil·lenni ae a l'inici de l'I ae, però que troba paral·lels en els relats mítics de Veretragna, la inspiració iraniana de Vahageni, i de Tessub, amb qui comparteix fortes semblances. Georges Dumézil explica que Vahageni sembla més proper del vèdic Vertram Indra que de l'avèstic Veretragna, i descarta el paper de Veretragna com a matador de dracs, mentre que Vertram és conegut per aquesta faceta. Vahageni ha estat considerat sovint contrapart d'Indra, però Armèn Petrossian veu les semblances entre els dos com a  semblances indoeuropees subjacents, en comptes del resultat de préstecs directes, ja que en aquest cas la diferència amb Veretragna seria inexplicable.
El filòleg Vyacheslav Ivanov considera la Cançó de Vahageni documentada per Moisés de Khorén com "un dels exemples remarcables de la poesia indoeuropea". Ivanov diu que el mite de Vahageni conté diverses capes, incloent-hi el mite iranià posterior de Veretragna i una capa indoeuropea anterior d'un déu perseguint l'enemic. Armèn Petrossian diu que Vahageni és un déu armeni preiranià que assumeix un nom iranià, en comptes d'un préstec complet. Petrossian també traça paral·lels entre Vahageni i la divinitat vèdica del foc Agni, per les semblances en els relats del seu naixement, i amb el dimoni sumeri Assacu. Un altre possible déu que pot haver originat alguns dels elements de Vahageni, segons proposa Petrossian, és el déu solar Shivini. V. N. Toporov pensa que Vahageni pot descendir de Teritituni, un dels déus del panteó de Hayasa, l'inici del nom del qual pot estar associat a l'indoeuropeu *trei-, 'tres', que és un aspecte rellevant de Vahageni com a membre de la tríada de déus principals del panteó armeni amb Aramazd i Anahita.
En el transcurs de la interpretatio graeca ocorregut en el Període hel·lenístic, Vahageni fou reinterpretat com a Hèracles en les fonts clàssiques, i la seua esposa era reconeguda com a Afrodita. En la traducció armènia de la Bíblia del segle v, Vahageni s'utilitza per a traduir Hèracles en 2 Macabeus 4:19, mentre que Moisés de Khorén afirma que la Cançó de Vahageni parla de fets heroics que recorden Hèracles. Més rarament, se l'identifica amb el déu sol Apol·lo i Ares. Joan Baptista fou anomenat "hereu cristià del caràcter de Vahageni", perquè se li dedicà una església construïda a prop del temple enderrocat de Vahageni. En la Història de Zenobi de Glac i en la del seu continuador Joan Mamicôni, s'al·lega que Gisan (associat a l'armeni ges, 'cabell llarg') i Demèter eren adorades al lloc on el monestir de Joan Baptista es fundà. Russell interpreta que ambdues figures probablement es refereixen, respectivament, a Vahageni, les llegendes del qual al·ludeixen als seus cabells, i Demèter (generalment assumida com Sandaramet, però ací millor associada amb Astghik). Així doncs, en aquest relats medievals, les característiques de Gisan s'incorporen a Joan Baptista. Petrossian també va suggerir que Vahageni podia haver sobreviscut en l'èpica històrica sota la forma de l'heroi Aram, pare d'Ara el Bell, tingut com un gran guerrer.